# Domani è un'altra notte
Singles
1. Tutto va bene quando facciamo l'amore (feat. Jo Wedin)
Sortie : 14 juin 2019
2. Vivere senza te
Sortie : 25 octobre 2019
3. Faccia a faccia
Sortie : 4 décembre 2020
4. Tutto va bene quando facciamo l'amore (feat. Ken Laszlo)
Sortie : 29 novembre 2022

Domani è un'altra notte est le premier album du chanteur et parolier français d'origine italienne Alex Rossi, publié par le label Kwaidan Records et distribué par le label ! K7 Records le 29 novembre 2019,,,,,.

## Liste des pistes
| 1.    | Il nostro destino                     | Alex Rossi                    | Arnaud Pilard                 | 0:55 |
| 2.    | Tutto va bene quando facciamo l'amore | Alex Rossi                    | Arnaud Pilard, Julien Barthe  | 3:28 |
| 3.    | Vivere senza te                       | Alex Rossi                    | Emmanuel Cortell              | 3:43 |
| 4.    | Al dente                              | Alex Rossi, Rosario Ligammari | Romain Guerret                | 3:45 |
| 5.    | Ho provato di tutto                   | Alex Rossi                    | Romain Guerret, Arnaud Pilard | 3:47 |
| 6.    | La gente del mio cuore                | Alex Rossi                    | Dominique Pascaud             | 3:28 |
| 7.    | La lettera uno                        | Alex Rossi                    | Arnaud Pilard                 | 0:31 |
| 8.    | Domani è un'altra notte               | Alex Rossi, Rosario Ligammari | Romain Guerret                | 4:43 |
| 9.    | Faccia a faccia                       | Alex Rossi                    | Romain Guerret, Arnaud Pilard | 4:09 |
| 10.   | La famiglia                           | Alex Rossi, Emmanuel Cortell  | Romain Guerret                | 2:27 |
| 11.   | La lettera due                        | Alex Rossi                    | Arnaud Pilard                 | 0:41 |
| 12.   | L'unica                               | Alex Rossi, Rosario Ligammari | Julien Barthe, Arnaud Pilard  | 2:40 |
| 13.   | Il tunnel del Monte Bianco            | Alex Rossi, Thomas Maan       | Arnaud Pilard, Thomas Maan    | 3:37 |
| 14.   | L'ultima canzone                      | Alex Rossi                    | Romain Guerret                | 3:35 |
| 15.   | Voir Venise                           | Alex Rossi, Gaspard Leclerc   | Dominique Pascaud             | 3:47 |
| 45:47 |                                       |                               |                               |      |

## Formats

### Album (CD/LP/LP Promo)
- 2019 - Domani è un'altra notte (Kwaidan Records)

### Single (CD Promo)
- 2019 - Tutto va bene quando facciamo l'amore (feat. Jo Wedin) (Kwaidan Records)

### Singles (digital)
- 2019 - Tutto va bene quando facciamo l'amore (feat. Jo Wedin) (Kwaidan Records)
- 2021 - Faccia a faccia (Play Paul Remix) (Kwaidan Records)
- 2022 - Tutto va bene quando facciamo l'amore (feat. Ken Laszlo) (Kwaidan Records)[7],[8],[9],[10]
- 2022 - Tutto va bene quando facciamo l'amore (Alessio Peck Remix) (Kwaidan Records)[11],[12]
- 2023 - Tutto va bene quando facciamo l'amore (FakeFunk Remix) (Kwaidan Records)
- 2023 - Tutto va bene quando facciamo l'amore (Marco Maiole Remix) (Kwaidan Records)

### EPs (digital)
- 2019 - Tutto va bene quando facciamo l'amore|Tutto va bene quando facciamo l'amore (Remixes) (Kwaidan Records)[13],[14]
- 2019 - Vivere senza te (Kwaidan Records)[15]
- 2020 - Faccia a faccia (Remixes) (Kwaidan Records)

### EPs (CD promo)
- 2019 - Tutto va bene quando facciamo l'amore|Tutto va bene quando facciamo l'amore (Remixes) (feat. Jo Wedin) (Kwaidan Records)
- 2019 - Vivere senza te (Kwaidan Records)

## Clips vidéos
- 2019 - Alex Rossi feat. Jo Wedin - Tutto va bene quando facciamo l'amore (Marco Dos Santos)[16]
- 2021 - Alex Rossi - Faccia a faccia (Marco Dos Santos)[17]

## Musiciens
- Alex Rossi : voix
- Sylvain Daniel : basse, piano
- Vincent Pedretti : batterie
- Laurent Bardainne : saxophone
- Alex Rossi, Arnaud Pilard, Jean Felzine, Jo Wedin, Renaud Batisse, Romain Guerret et Rosario Ligammari : chœurs

## Crédits
- Arrangé et produit par Arnaud Pilard et Romain Guerret
- Enregistré au Penny Lane Studio et au Kwaidan Studio (Paris, France)
- Mixé par Julien Galner
- Masterisé par Sam John au Precise Mastering (Hawick, Royaume-Uni)
- Artwork de MotoPlastic
- Photographies de Marco Dos Santos